# Bland kobbar och skär
Bland kobbar och skär är en svensk kortfilm från 1937 i regi av Artur Ekström. 

## Handling
Filmen innehåller filmklipp inspelade i Stockholms skärgård under året, med nedslag hos bland annat Calle Schewen, Gösta Ekman och Albert Engström.

## Medverkande i urval
- Carl von Schewen
- Gösta Ekman
- Greta Ekman
- Albert Engström